# 子午線の祀り
『子午線の祀り』（しごせんのまつり）は、木下順二作の戯曲。『平家物語』を題材とする。1978年に『文藝』誌上に発表され、翌1979年に宇野重吉の総合演出で初演された。読売文学賞、朝日賞受賞作品。2017年に野村萬斎による新演出で上演され、第25回読売演劇大賞最優秀作品賞を受賞した。『夕鶴』と並ぶ木下の代表作である。
独誦から俳優全員による合誦までを自在に組み合わせた「群読」という独特の朗読形式を導入した。主演した嵐圭史に『知盛逍遥』がある。
平知盛を主人公に源義経を対照させ、一ノ谷の戦いで源氏に敗れた平家が壇ノ浦の戦いで壊滅するまでの壮麗な物語である。

## 上演
- 第1次：1979年（32ステージ）[4][6]
- 第2次：1981年（36ステージ）[4]
- 第3次：1985年（29ステージ）[4]
- 第4次：1990年（18ステージ）[4]
- 第5次：1992年（30ステージ）[4]
- 第6次：1999年[7]
- 第7次：2004年[7]
- 第8次：2017年[7]
- 2021年[5][8]

宇野重吉が総合演出を担当した第1次から第3次までの上演は、諸般の事情から全編のうち時間で約40分相当をカットしたバージョンだった。宇野没後の1990年の第4次で初めて4時間にわたる脚本全編の上演が実現した。

## 刊行書誌
- 子午線の祀り（木下順二、河出書房新社、新装版1986年／河出文庫、1990年）ISBN 978-4309402710
- 木下順二集8 『子午線の祀り』とその世界（岩波書店、1988年）ISBN 978-4000913584
- 子午線の祀り・沖縄 他一篇 木下順二戯曲選（岩波文庫、1999年）ISBN 978-4003110041